# エルクリーナ (小惑星)
エルクリーナ またはヘルクリーナ (532 Herculina) は、直径225kmほどの、小惑星帯に位置する小惑星である。

## 発見
1904年4月20日に、マックス・ヴォルフがハイデルベルクで発見し、1904 NYという仮符号が付けられた。ローマ学院天文台のエリア・ミロセヴィッチ教授によって命名されたとのみ記録されており、由来についてはギリシア神話のヘーラクレースからと思われるが、詳しいことは分かっていない。この頃にヴォルフが発見した小惑星の多くはオペラから名前が取られているが、この小惑星に関してはそのような記録は残っていない。

## 物理的性質
エルクリーナは小惑星帯（メインベルト）で20番目以内の大きさの天体である。
複雑な光度曲線を描くことでも知られ、複雑な形状や自転をしていると見られている。1982年の一連のスペックル観測によって、260 km×220 km×215kmの簡単な三次元モデルが導かれた。1985年に行われたこのデータの分析では、この小惑星は球状ではなく、他より明るい部分があることが結論付けられた。1987年の測光天文学による研究では逆に、この小惑星は球状に近く、2つの暗い場所があると結論付けられたが、こちらは1988年の熱的研究によって否定された。
2002年のスペックル観測のデータによるモデル化では、エルクリーナは球状ではないが、報告書の言葉を借りると「トースターのような」塊状の形状をしている可能性が示唆された。また、マティルドのような、アルベドの変わらない大き目のクレーターがいくつかある可能性も示された。

## 衛星
1978年に恒星SAO 1220774の掩蔽が観測されたことにより、エルクリーナは衛星の存在が「確定」した初めての小惑星となった。衛星の直径は約45kmで、小惑星からおよそ1000kmの軌道を公転していると見られていた。しかし、ハッブル宇宙望遠鏡を用いた1993年の詳細な観測でも、衛星を見つけることはできなかった。